# Kindtand
Små kindtænder er tænder, der har en tyggeflade med to tyggeknuder. Af små kindtænder er der to i hver side både i over- og underkæbe. De små kindtænder anvendes til at tygge og findele føden med. Store kindtænder har fra fire til fem tyggeknuder og har samme funktion som de små kindtænder. Der kan findes tre store kindtænder i hver side, både i over- og underkæben. Den bageste kaldes visdomstanden.